# Ngamiland East
Ngamiland East é um subdistrito de Botswana localizado no Distrito do Noroeste que possuía uma população estimada de 90 334 habitantes em 2011. Conta com uma cidade, Maun, e 18 vilas.